# Односи Србије и Турске
Односи Србије и Турске су инострани односи Републике Србије и Турске Републике.

## Историја односа
Краљ Милутин је 1312. послао војску под командом Новака Гребострека да помогне Византији у борби против Османлија.
После велике битке на Косову 1389. требало је даљих седамдесет година да Србија, поступним изумирањем, подпадне под турску власт сасвим 1459.

### Србија под турском влашћу
Коначно 1552. године под турску власт пада и цело подручје данашње Војводине (ондашње јужне Угарске).
Године 1557, долази до обнове Пећке патријаршије, које је издејствовао Мехмед паша Соколовић.
Године 1594. су Срби у Банату подигли велики устанак против османске власти, који се завршио поразом.
У Бечком рату војска Хабсбуршке монархије једно време заузима велики део Србије укључујући Косово.
Године 1766, укида се Пећка патријаршија у Османском царству.

### Обнова Србије и односи са Турском
Србија је током првог српског устанка потпуно слободна од 1804. до 1813. Поново пада под турску власт 1813.
Кнежевина Србија је после другог српског устанка постала аутономна у саставу Османског царства 1815.
Године 1838, долази до октроисања „Турског устава”.
Кнежевина Србија је стекла је пуно међународно призњање независности од Отоманског царства као резултат рата са турском на Берлинском конгресу 13. јула 1878.
На основи привремене конзилске конвенције између Србије и Турске, потписане 1886, отворени су конзулати Србије у Скопљу и Солуну 1886, Битољу 1888. и Приштини 1889.
Краљевина Србија је јужни део своје територије ослободила од Турске 1912. у Првом балканском рату.
У Другом балканском рату због бугарског напада на Србију Турска улази у рат против Бугарске и успева да поврати изгубљено Једрене.

### Први светски рат
У Првом светском рату Србија је објавила рат Османском царству 2. новембра 1914.
Српска влада, одмах после Велике Британије, прихвата Балфурову декларацију.

### Односи Југославије и Турске
Посета Београду делегације Турске Републике на челу са председником владе Исмет-пашом Иненијем, април 1936.
Пријем председника Републике Јосипа Броза Тита код председника Републике Турске Бајара у Анкари, 13. април 1954.

## Билатерални односи
Званични дипломатски односи су успоставили 1879. године. Поводом јубилеја 140 година 2019. је у Србији издата поштанска марка.
Турска је признала једнострано проглашење независности Косова.
Турска је гласала за пријем Косова у УНЕСКО приликом гласања 2015.

### Посете
- Председник Републике Турске Реџеп Тајип Ердоган посетио је Београд 9. и 10. октобра 2019. на позив председника Србије Александра Вучића.
- Председник Владе Републике

Турске А. Давутоглу је на позив председника Владе Републике Србије А. Вучића 28-29. децембра 2015. боравио у званичној посети Републици Србији.
- Председник Републике Србије Томислав Николић је боравио у званичној посети Републици Турској 4 — 5. фебруара 2013.
- Председник Владе Републике Србије Мирко Цветковић боравио је у посети Републици Турској у марту 2011.
- Премијер Републике Турске Реџеп Тајип Ердоган посетио је Републику Србију у јуну 2010.[2]
- Председник Републике Турске Реџеп Тајип Ердоган у дводелној посети Републике Србије посетио је Београд и Нови Пазар. Дошао је 10.10 2017.

### Економски односи
Укупна робна размена бележи константан раст током последњих десет година. 
- У 2020. г. укупно је размењено робе за 1,51 милијарду долара. Извоз Р. Србије у Р. Турску је износио нешто преко 363 милиона, док је увоз из Р. Турске вредео 1,15 милијарду УСД.
- У 2019. г. робна размена укупно је вредела 1,38 милијарду УСД. Извоз из наше земље био је 322 милиона, а увоз 1,05 милијарде долара.
- У 2018. г. размењено је роба у вредности од 1,28 милијарди долара. Извезли смо роба за 298 милиона, а увезли за 984 мил. УСД.
- У 2012. г. укупна робна размена износила је 626 милиона УСД. Извоз РС вредео је 187 милиона, а увоз 439 милиона долара.
- У 2007. г. робна размена укупно је вредела 454 милиона долара. Извезли смо робе за 59 милиона, а увезли за 395 милиона УСД.[4][5]

### Дипломатски представници

#### У Истанбулу и Анкари
Од 1815. године у Истанбулу (Цариграду) су, скоро увек, били присутни српски депутати, који су боравили овде по неколико месеци. Иако депутације нису имале стални карактер, нити су имале карактер званичног дипломатског представништва, депутати су се старали о заштити српских интереса и послова.
Списак Депутата (са датумом поласка из Србије)
- Милоје Теодоровић, калуђер Неофит (12. август 1815)
- Мелентије Никшић, Аксентије Миладиновић, Милован Петровић, Петар Грчић (15. септембар 1815)
- Јован Обреновић, Вујица Величковић, Ђорђе Поповић-Ћелеш, Милован Трифуновић (20. јул 1816)
- Сава Љотић, Димитрије Јоксимовић (25. мај 1818)
- Ђорђе Поповић-Ћелеш, Сава Љотић, Павле Сретеновић, Христо Дукић (15. април 1820)
- Вујица Вуличевић, Илија Марковић, Димитрије Георгијевић, Самуило Јаковљевић, Аврам Петронијевић (29. октобар 1820)
- Лазар Теодоровић, Илија Марковић, Атанаско Михајловић, Аврам Петронијевић (17. јануар 1827)
- Димитрије Давидовић, Стојан Симић, Лазар Теодоровић (1831)
- Обрен Петронијевић, Јаков Живановић, Јованче Спасић (11. април 1838)

Уставом Кнежевине Србије из 1838. године, на основу члана 18. уведена је функција српског капућехаје и основана Агенција. Најпознатији капућехаја је био Јован Ристић, каснији министар иностраних дела и утемељитељ савремене српске дипломатске службе.
Списак капућехаја :
- Јован Антић, 1839—1842.
- Алекса Симић, од 3. октобра 1842.
- Лазар Теодоровић, од 16. октобра 1843.
- Константин Николајевић, од 17. јануара 1850.
- Милан Петронијевић, од 7. фебруара 1859.
- Јован Ристић, од 31. октобра 1861

Агенција је претворена у Дипломатско заступништво 1869. године.
Списак заступника :
- Јеврем Грујић, од 19. фебруара 1869.
- Филип Христић, од 22. августа 1870.
- Коста Магазиновић, од 23. маја 1874.

Након стицања независности, представништво је 28. октобра 1878. године постало Посланство Кнежевине Србије. Од 1882. године звало се Посланство Краљевине Србије а од 1918. Краљевине Срба, Хрвата и Словенаца да би 1929. прерасло у Посланство Краљевине Југославије. Посланство је било затворено током Првог светског рата.
Списак изванредних посланика и опуномоћених министара:
- Филип Христић, од 1. новембра 1878.
- Јеврем Грујић, од 1. фебруара 1880.
- Стојан Новаковић, од 18. септембра 1886.
- Сава Грујић, од 10. септембра 1891.
- Јеврем Велимировић, од 13. јула 1893.
- Владан Ђорђевић, од 8. априла 1894.
- Стојан Новаковић, од 27. новембра 1897.
- Чедомиљ Мијатовић, од 11. фебруара 1900.
- Сава Грујић, од 30. септембра 1900.
- Ђорђе Симић, од 9. октобра 1903.
- Јаков Ненадовић, од 11. јануара 1907.
- Радомир Шапоњић, Указом од 14.02.1920. године, саветник посланства, постављен за отправника послова
- Трајан Живковић, Указом од 30. јула 1922. године, постављен за отправника послова
- Тихомир Поповић, Указом од 8. јуна 1926. године, постављен за изванредног посланика и опуномоћеног посланика
- Јеврем Тадић, Указом од 31. децембра 1926. године, постављен за изванредног посланика и опуномоћеног посланика
- Тихомир Поповић, Указом од 28. маја 1929. године, постављен за изванредног посланика и опуномоћеног посланика
- Љубомир Нешић, Указом од 5. јуна 1930. године, постављен за изванредног посланика и опуномоћеног посланика— 01. 1932.
- Мирослав Јанковић, Указом од 6. јуна 1932. године, постављен за изванредног посланика и опуномоћеног посланика
- Бранко Лазаревић, Указом од 23. јула 1935. године, постављен за изванредног посланика и опуномоћеног посланика
- Бранко Аџемовић, Указом од 19. јуна 1937. године, постављен за изванредног посланика и опуномоћеног посланика
- Иван Суботић, Указом од 28. марта 1939. године, постављен за изванредног посланика и опуномоћеног посланика
- Илија Шуменковић, Указом од 20. маја 1939. године, постављен за изванредног посланика и опуномоћеног посланика.

Указом од 23.08.1939. године Краљевско посланство подигнуто је на ранг амбасаде Краљевине Југославије а за амбасадора је постављен Илија Шуменковић који на том месту остаје до 20.08.1945. године.
- Арнери Рафо, отправник послова, 1945
- Божин Симић, амбасадор, 1945 — 26.05.1948.
- Селим Нумић, отправник с.и., 26.05.1948 — март 1949.
- Љубомир Радовановић, амбасадор, 17.01.1949. — 19.09.1953.
- Мишо Павићевић, амбасадор, 19.09.1953 — 14.07.1955.
- Драгомир Вучинић, амбасадор, 14.07.1955. — 13.08.1958.
- Милош Царевић, амбасадор, 13.08.1958. — 31.01.1961.
- Драгоје Ђурић, амбасадор, 31.01.1961. — 12.08.1964.
- Милић Бугарић, амбасадор, 12.08.1964. — 01.10.1968.
- Мухидин Бегић, амбасадор, 01.10.1968. — 01.12.1972.
- Едвард Кљун, амбасадор, 01.12.1972. — 04.04.1977.
- Рамадан Вранићи, амбасадор, 04.04.1977. — 09.01.1981.
- Реџеп Џиха, амбасадор, 09.01.1981. — 16.07.1985.
- Владислав Јовановић, амбасадор, 16.07.1985. — 19.07.1989.
- Трајан Петровски, амбасадор, 19.07.1989. — 31.01.1992.
- Бојан Бугарчић, отпр. послова, 1992. — 1994.
- Дарко Танасковић, амбасадор, 06.06.1996. — 04.02.2000.
- Златан Кикић, амбасадор, 04.02.2000. — 27.08.2001.
- Зоран С. Поповић, амбасадор, 27.09.2001. — 27.10.2005.
- Владимир Ћургус, амбасадор, 27.10.2005. — 08.11.2010.[6] Амбасада Р. Србије у Анкари
- Душан Спасојевић (дипломата), амбасадор, новембар 2010. — 2013.
- Данило Вучетић, амбасадор, 2013. -
- Зоран Марковић, амбасадор, 2018. -
- Аца Јовановић, амбасадор, 2024. -[7]

#### У Београду
- Хусејин Сермет Ефенди, амбасадор, 1881.
- Халид Беј, амбасадор, 1882. - 1883.
- Халил Халид Беј, амбасадор, 1884. - 1885.
- Јусуф Зија-паша, 1886. — 1889.
- Махмуд Недим Беј, амбасадор, 1890.
- Мехмед Феридун Беј, амбасадор, 1891. - 1893.
- Тевфик Беј, амбасадор, 1894. - 1895.
- Ахмед Тевфик Беј, амбасадор, 1896. - 1897.
- Ибрахим Фети Беј, амбасадор, 1899. - 1900.
- Ибрахим Фети-паша, амбасадор, 1901. - 1908.
- Манук Азарјан Ефенди, амбасадор, 1909.
- Али Хикмет Беј, амбасадор, 1910. - 1912.
- Хусејин Џевад Беј, амбасадор, 1914.

Турска је после Првог светског рата због непотписивања лозанског уговора од стране Краљевине СХС избегавала обнову односа, и није хтела да изасла свог представника у Београд, који би бар у питањима турских поданика предузимао интервенције. Зато је била опуномоћила пољског посланика Окенског.
- Јусуф Хикмет Бајур, посланик, 1925. — 1927.
- Инајетулах Џемал Озкаја, посланик, 1928.
- Хајдар Актај, 1928. — 1939.
- Тевфик Камил Коперилер, амбасадор, 1939. - 1949.
- Кемал Копрулу, амбасадор, 1949. - 1952.
- Агах Аксел, амбасадор, 1952. - 1955.
- Шади Кавур, амбасадор, 1955. - 1959.
- Орхан Ералп, амбасадор, 1959. — 1964.
- Денис Туналигил, амбасадор, 1964. — 1968.
- Гундогду Устун, амбасадор, 1968. - 1972.
- Октај Ишџен, амбасадор, 1972. - 1976.
- Огуз Гокмен, амбасадор, 1976. - 1978.
- Хикмет Озкан, амбасадор, 1978. - 1981.
- Галип Балкар, 1981. — 1983. (убијен у Београду од стране либанских држављана пореклом — Јермени)[9]
- Али Хикмет Алп, амбасадор, 1983. - 1985.
- Мустафа Акшин, амбасадор, 1986. - 1988.
- Тевфик Унајдин, амбасадор, 1988. - 1990.
- Берхан Екинџи, амбасадор, 1990. - 1992.
- Хасан Ајгун, амбасадор, 1992. - 1994.
- Али Енгин Оба, 1994. — 1996.
- Алев Килич, амбасадор, 1996. - 1998.
- Ахмет Аџет, амбасадор, 1998. - 2002.
- Хасан Сервет Октем, амбасадор, 2003. — 2008.
- Ахмет Суха Умар, амбасадор, 2008. — 2010.
- Али Риза Чолак, амбасадор, 2010. — 2012.
- Мехмед Кемал Бозај, амбасадор, 2012. - 2016.
- Танжу Билгич, амбасадор, 2016. - 2021.
- Хами Аксој, амбасадор, 2021. -

## Занимљивости
У Турској у близини Ангоре, налази се место које носи назив Срп-гази, што на турском језику значи српски победник.

## Поређење
|                 | Турска                  | Србија                  |
| --------------- | ----------------------- | ----------------------- |
| Становништво    | 77 милиона (процена)    | 7 милиона (без КиМ)     |
| Површина        | 783.562 km²             | 88.361 km²              |
| Престоница      | Анкара                  | Београд                 |
| Облик владавине | Парламентарна република | Парламентарна република |
| Званични језик  | Турски                  | Српски                  |